# Jörgen Elofsson
Jörgen Elofsson, né le 14 janvier 1962, est un auteur-compositeur, parolier et chanteur suédois.

## Biographie
Il a écrit ou coécrit des chansons pour des stars comme Britney Spears, Kelly Clarkson, Guy Sebastian, Ana Johnsson, Marie Serneholt et Shayne Ward. Il a également écrit des singles pour des groupes tels qu'Il Divo et Westlife. Sa carrière musicale a commencé quand il avait 16 ans, et était le chanteur principal et guitariste dans différents groupes. Après cela, il a eu une carrière solo et sort deux albums en 1989 et 1992, sous le nom de "Shane".
Jörgen est devenu un auteur-compositeur en 1994, quand il a travaillé avec la chanteuse suédoise Carola. Son travail à Cheiron Studios a débuté en janvier 1998, et il a essentiellement travaillé avec David Kreuger et Per Magnusson.
En 2005, il crée le label Planet Six, une partie de Sony BMG.
En 2006, sa chanson The Time of Our Lives a été choisie comme hymne officiel de la FIFA pour la Coupe du Monde FIFA 2006 en Allemagne. Elle a été réalisée par Il Divo et Toni Braxton.